# Tổng thống Ai Cập
Tổng thống Ai Cập (tiếng Ả Rập: الرئيس الجمهورية مصر العربية ar-Raʾīs al-Ǧumhūrīyātu Miṣra l-ʿArabīyā) là nguyên thủ quốc gia của Ai Cập, theo hiến pháp Ai Cập, tổng thống là tổng tư lệnh Các lực lượng vũ trang Ai Cập, là người đứng đầu cơ quan hành pháp trong hệ thống chính trị Ai Cập.
Tổng thống đầu tiên của Ai Cập là Muhammad Naguib, một trong những nhà lãnh đạo của cuộc cách mạng Ai Cập năm 1952, người nhậm chức vào ngày 18 tháng 6 năm 1953, thời điểm Ai Cập đã tuyên bố một nước cộng hòa. Đương kim Tổng thống Ai Cập là Abdel Fattah el-Sisi, nhậm chức vào ngày 8 tháng 6 năm 2014

## Hậu cách mạng Ai Cập năm 2011
Sau cuộc cách mạng Ai Cập năm 2011, Hosni Mubarak, người giữ chức Tổng thống từ ngày 14 tháng 10 năm 1981 cho đến ngày 11 tháng 2 năm 2011, đã buộc phải từ chức, quyết định chuyển giao quyền lực cho quân đội khi hàng trăm ngàn người biểu tình chống chính phủ ở Ai Cập đã tràn ra khắp thủ đô và các thành phố khác. Vào ngày 10 tháng 2 năm 2011 Mubarak chuyển giao quyền hạn của Phó tổng thống lúc đó là Omar Suleiman, khiến Suleiman trong một thời gian ngắn là Tổng thống trên thực tế. Sau vụ từ chức của Mubarak, chức vụ Tổng thống Ai Cập đã chính thức bỏ trống và Hội đồng tối cao các lực lượng vũ trang, lãnh đạo bởi Field Marshal Mohamed Hussein Tantawi, đã nắm giữ quyền kiểm soát điều hành nhà nước. Ngày 30 tháng 6 năm 2012, Mohamed Morsi tuyên thệ nhậm chức Tổng thống của Ai Cập, sau khi đã thắng cử trong cuộc bầu cử tổng thống ngày 24 tháng 6 năm 2012.

## Quyền hạn của Tổng thống
Theo chế độ được tạo ra bởi những tu chính án hiến pháp năm 1980, Tổng thống là người nắm giữ quyền hành pháp tối cao, bổ nhiệm Thủ tướng Ai Cập.

## Yêu đối với người cầu nắm giữ chức vụ
Điều 75 của hiến pháp Ai Cập quy định một trong các yêu cầu cá nhân phải đáp ứng để trở thành tổng thống. Tổng thống Cộng hòa Ai Cập phải là một công dân Ai Cập, có cha mẹ là công dân Ai Cập và có đầy đủ các quyền dân sự và chính trị. Tuổi của tổng thống không được thấp hơn hơn 40 năm theo lịch Gregory.

## Các cựu Tổng thống Ai Cập còn sống
Tính đến 1 tháng 2 năm 2021, không còn cựu Tổng thống còn sống mà chỉ còn có Adly Mansour là cựu quyền Tổng thống còn sống. Cựu Tổng thống qua đời gần đây nhất là Hosni Mubarak vào ngày 25 tháng 2 năm 2020 ở tuổi 91.